# Freedom (Nueva York)
Freedom es un pueblo ubicado en el condado de Cattaraugus en el estado estadounidense de Nueva York. En el año 2000 tenía una población de 2,493 habitantes y una densidad poblacional de 23.9 personas por km².

## Geografía
Freedom se encuentra ubicado en las coordenadas 42°28′24″N 78°21′53″O / 42.47333, -78.36472.

## Demografía
Según la Oficina del Censo en 2000 los ingresos medios por hogar en la localidad eran de $34,654, y los ingresos medios por familia eran $36,061. Los hombres tenían unos ingresos medios de $27,380 frente a los $22,188 para las mujeres. La renta per cápita para la localidad era de $14,145. Alrededor del 11.3% de la población estaban por debajo del umbral de pobreza.